# Articolul în limba engleză
Articolele din limba engleză sunt articolul hotărât the și articolele nehotărâte a și an.

## Funcțiile articolului hotărât
La fel ca în limba română, articolul hotărât în limba engleză este folosit pentru a denumi un substantiv sau un adjectv și are funcția de a arăta că acel cuvânt denumește un concept, o idee sau un obiect anume, care este cunoscut celorlalți vorbitori și poate fi identificat în cadrul conversației.
La fel ca în limba română, în engleză articolul hotărât poate însoți substantivele amintite anterior sau noțiuni cunoscute (exemplu: The weather of the island is very cold). De asemenea, poate însoți substantive întregite atributiv, adică acele substantive care formează adesea un element nou pentru cititor sau pentru vorbitor (exemplu:What do we call the people living in Hungary?). Articolul poate însoți substantivele folosite în sensul lor general (exemplu:The dog is a quadruped.) sau poate transforma unele adjective în substantive.
Articolul hotărât se folosește înaintea unor nume de fluvii(the Thames), de mări (The Black Sea), de munți (The Alps), de instituții(The British Museum).
Spre deosebire de limba română, în engleză articolul este folosit între prepoziții și substantiv, chiar și atunci când în limba română substantivul respectiv este nearticulat (on the table, in the country). De asemenea, articolul apare și în unele expresii (to be on the verge of, on the whole etc).

## Funcțiile articolului nehotărât
În engleză, articolul nehotărât poate avea funcția de numeral (a pencil, two pencils) și poate însoți substantive care reprezintă un element nou în cadrul conversației (It is a map of our country). Spre deosebire de limba română, în engleză articolul nehotărât este folosit înaintea substantivelor care arată profesia (He is a student), poate însoți substantivele folosite în sensul lor cel mai general (A horse is an animal). De asemenea, el poate apărea în diferite expresii (to be in a hurry).

## Cazuri în care nu se folosește artiolul
În limba engleză, articolul hotărât sau nehotărât nu se folosește niciodată înaintea unor substantive proprii care denumesc: nume de persoane, nume de continente, nume de țări, nume de luni, nume de zile, nume de regiuni și localități.
Articolul nu se folosește nici înainte unor substantive luate în sensul lor cel mai general, iar aici intră nume de materiale sau lucruri abstracte.